# Il primo amore non si scorda mai (film)
Il primo amore non si scorda mai è un film del 2010 diretto da Rob Reiner e tratto dal romanzo Flipped di Wendelin Van Draanen.
Il film ha avuto una limitata distribuzione nei cinema statunitensi il 6 agosto 2010, seguita da una distribuzione più ampia il 10 settembre.
Il film ha ottenuto recensioni miste ed ha incassato solamente 1,7 milioni di dollari a fronte di un budget di 14 milioni.

## Trama
Nel 1957, il bambino di 7 anni Bryce Loski diventa il ragazzo della porta accanto di Julianna "Juli" Baker. Guardandosi negli occhi, Juli sa che è amore, mentre Bryce da subito la evita. 
Quattro anni dopo Julie è ancora completamente innamorata e raramente si allontana da Bryce. Disperato dal volersi disfare di lei, Bryce si interessa a Sherry Stalls, una ragazza popolare che Juli odia, e le chiede di uscire. Garrett, migliore amico di Bryce è segretamente innamorato di Sherry e le confida che Bryce non è realmente interessato a lei, così lei lo molla.
L'anno seguente il nonno di Bryce, Chet Duncan, va a vivere con loro. Juli si è nel tempo affezionata ad un grosso platano del vicinato e vi sale ogni mattina per comunicare l'arrivo dell'autobus e ammirare la vista spettacolare che l'altezza le offre. Il giorno in cui decidono di tagliare l'albero Juli si arrampica su di esso non volendo scendere se non all'arrivo del padre. Un'inconsolabile Juli decide di non prendere più l'autobus e suo padre, per calmarla, le regala un dipinto del platano.
Juli inizia a crescere alcune galline del progetto scolastico di scienza nel retro della propria casa e visto l'aumentare delle uova prodotte le vende ad alcune vicine e ne porta alcune ai Loski. Questi però impauriti dalla Salmonella dicono a Bryce di restistuirle. Pur di non parlare però lui le butta nel cestino ma dopo alcune volte viene scoperto da Juli. Bryce si difende dicendo che il loro giardino è un caos.
Juli, ferita, decide di sistemare il proprio giardino di casa con l'aiuto inaspettato di Chet con la quale instaura una bella amicizia. Una sera il padre di Bryce inizia a criticare la famiglia Baker per lo stato della casa, ma Chet prende le loro difese asserendo che il padrone di casa dovrebbe fare la manutenzione del giardino e non gli affittuari; allo stesso tempo svela che lo zio di Juli è disabile in quanto nato con il cordone ombelicale attorcigliato intorno al collo. Chet incoraggia Bryce a leggere l'articolo di giornale sull'abbattimento dell'albero per capire realmente la sua vicina e così facendo Bryce inizia a sviluppare sentimenti per Juli. Nello stesso tempo Juli inizia a dubitare dei propri sentimenti per Bryce. Il giorno del compleanno di Daniel, Juli e suo padre lo vanno a trovare in struttura, così da poterlo finalmente conoscere.
Poco dopo una compagna di classe di Juli le svela che Bryce è innamorato di lei e che lo ha visto sgattaiolare in biblioteca con il suo amico Garrett; Juli, nascosta dietro ai libri, sente i due parlare e prendere in giro suo zio. Disgustata da tutto ciò, Juli perde interesse in Bryce.
La madre di Bryce, Patsy, scoperte le vicessitudini dei vicini, decide di invitarli a cena. Bryce è eccitato all'idea, ma Juli lo prende da parte e gli confessa di aver origliato la discussione in biblioteca e lo definisce codardo per non aver preso le sue parti con Garrett. La cena è comunque un successo nonostante le domande scomode del padre di Bryce ai fratelli di Juli. Prima di andare Juli si scusa con Bryce per il comportamento tenuto durante la cena e lo saluta freddamente.
All'annuale raccolta fondi "Basket boys", Bryce viene selezionato e dovrà contendersi le attenzioni di alcune compagne di classe e lui spera anche di Juli. Quest'ultima per non cadere in tentazione, lascia a casa i soldi della vendita delle sue uova, ma durante il tragitto per scuola incrocia una cliente che le consegna del denaro. Arrivato il momento dell'asta, a sorpresa, Julie compra il cestino di Eddie Trulock, lasciando Bryce a Sherry.
Durante il pranzo Bryce è completamente disinteressato a Sherry e guarda Julie. Sopraffatto dalla gelosia, si alza e prova a baciare Juli, che rifiutandolo corre a casa. Bryce, umiliato, la insegue ed ha un acceso confronto con Garrett che lo accusa di aver lasciato la ragazza più bella della scuola per Juli. Bryce a questo punto mette fine alla loro amicizia.
Non riuscendo a parlare con Juli, Bryce dopo due giorni si presenta a casa dei Baker per piantare un platano nel loro giardino. Quando lo vede Juli si arrabbia, ma il padre Richard le dice di aver acconsentito. A questo punto Juli raggiunge Bryce e insieme piantano il nuovo albero guardandosi dolcemente.

## Colonna sonora
1. "Pretty Little Angel Eyes" – Curtis Lee
2. "One Fine Day" – The Chiffons
3. "He's So Fine" – The Chiffons
4. "Chantilly Lace" – Big Bopper
5. "There Goes My Baby" – The Drifters
6. "You've Really Got a Hold on Me" – The Miracles
7. "Devoted to You" – The Everly Brothers
8. "A Teenager in Love" – Dion and the Belmonts
9. "When" – The Kalin Twins
10. "Let It Be Me" – Phil Everly
11. "What's Your Name" – Rob Reiner, Michael Christopher Bolten, and Shane Harper [Org: Don & Juan]
12. "Flipped Suite" – Marc Shaiman